# Eleni Samaritaki
Eleni Samaritaki es una deportista griega que compitió en atletismo adaptado. Ganó dos medallas de plata en los Juegos Paralímpicos de Sídney 2000.

## Palmarés internacional
| Juegos Paralímpicos | Juegos Paralímpicos | Juegos Paralímpicos | Juegos Paralímpicos |
| Año                 | Lugar               | Medalla             | Prueba              |
| ------------------- | ------------------- | ------------------- | ------------------- |
| 2000                | Sídney (Australia)  | Medalla de plata    | 200 m T36           |
| 2000                | Sídney (Australia)  | Medalla de plata    | 400 m T36           |